# Бомон, Марк-Антуан
Марк Антун Боннен де Ля Бонненьер де Бомон (фр. Marc Antoine Bonnin de La Bonninière de Beaumont) (1763—1830) — французский военный деятель, дивизионный генерал (29 декабря 1802 года), граф Бомон и Империи (декрет от 19 марта 1808 года, патент подтверждён 26 апреля 1808 года в Байонне), участник революционных и наполеоновских войн.

## Биография
Из старинного рода Туреня, начал службу пажом Людовика XVI, 31 декабря 1777 года. Был первым пажом, когда 2 июня 1784 года назначен капитаном в 9-й драгунский полк. Получил патент подполковника 22 июля 1792 года, и полковника 7 августе следующего года. Женился в 1801 году на Жюли Шарлотте Даву, сестре будущего герцога Ауэрштедта.
Находился в Лионе со своим полком во время Террора. Смело выступил против насилия и беспредела, тут же подпал под подозрения, был арестован и приговорён к смерти. Однако решительные действия его однополчан, вступившихся за него, помогли ему избежать неминуемой смерти. Продолжил службу в Италии, под началом Массены, Шерера и Бонапарта. Сделан бригадным генералом 4 апреля 1795 года.
В битве при Маньяно, близ Вероны, был ранен пулей, которая прошла через правое плечо. Отличился при Маренго и при Поццоло, где под ним была убита лошадь в бою за контроль над Валеджо-суль-Минчо.
В кампаниях 1805—1806 годов командовал 3-й драгунской дивизией резервной кавалерии маршала Мюрата. Отличился во многих сражениях.
В 1806 году получил почётную должность первого камергера матери Императора (фр. premier chambellan de Madame Mère). 14 августа 1807 года стал сенатором. В сражении при Ваграме командовал кавалерийской дивизией.

## Награды

герб Бомона

- герб БомонаЛегионер ордена Почётного легиона (11 декабря 1803 года);
- Командан ордена Почётного легиона (14 июня 1804 года);
- Великий офицер ордена Почётного легиона (10 февраля 1806 года);
- Большой крест ордена Почётного легиона (19 августа 1824 года);
- Командор ордена Железной короны (23 декабря 1807, Италия);
- Большой крест военного орден Максимилиана Иосифа (1808 год, Бавария);
- Большой крест ордена Верности (1808 год, Баден).